# Espérance Sportive de Tunis (balonmano)
El Espérance Sportive de Tunis es un club de balonmano tunecino establecido en la capital del país. Fue fundado en 1957, y es el gran dominador del campeonato tunecino, en el que ha logrado 37 títulos.

## Palmarés
- Liga de Túnez de balonmano (37): 1967, 1969, 1971, 1972, 1973, 1974, 1975, 1976, 1977, 1978, 1979, 1980, 1981, 1982, 1983, 1984, 1985, 1991, 1992, 1993, 1995, 1997, 2004, 2005, 2009, 2010, 2012, 2013, 2014, 2016, 2017, 2019, 2020, 2021, 2023, 2024, 2025
- Copa de Túnez de balonmano (31): 1960, 1970, 1971, 1972, 1973, 1974, 1975, 1976, 1978, 1979, 1980, 1981, 1982, 1983, 1984, 1985, 1986, 1992, 1993, 1994, 1995, 2002, 2005, 2006, 2013, 2018, 2021, 2022, 2023, 2024, 2025
- Supercopa de Túnez de balonmano (2): 2000, 2002
- Coupe de la Fédération (1): 2019
- Liga de Campeones de África de balonmano (2): 2013, 2022
- Recopa de África de balonmano (3): 2003, 2014, 2015
- Supercopa de África de balonmano (2): 2014, 2016
- Copa Árabe de Campeones de balonmano (7): 1976, 1977, 1978, 1978, 2018, 2021, 2022
- Recopa Árabe de balonmano (1): 2013
- Supercopa Árabe de balonmano (1): 2019

## Plantilla 2022–23
|  | Porteros - 1 Amine Bedoui - 16 Iyed Ghribi - 81 Hamza Berrich Extremos izquierdos - 20 Chafik Boukadida - 22 Oussema Boughanmi Extremos derechos - 7 Ramzi Majdoub - 29 Tarak Jallouz Pívots - 6 Elyès Hachicha - 14 Hamdi Aïssa - 66 Mazeri Youssef | Laterales izquierdos - 8 Jihed Ben Aaraar - 28 Hazem Bacha - 86 Anis Mahmoudi - 92 Oussama Jaziri - Skander Zaïdi Centrales - 15 Bilel Abdelli - 25 Abdelhak Ben Salah Laterales derechos - 27 Aymen Hammed |